# 제3궤조

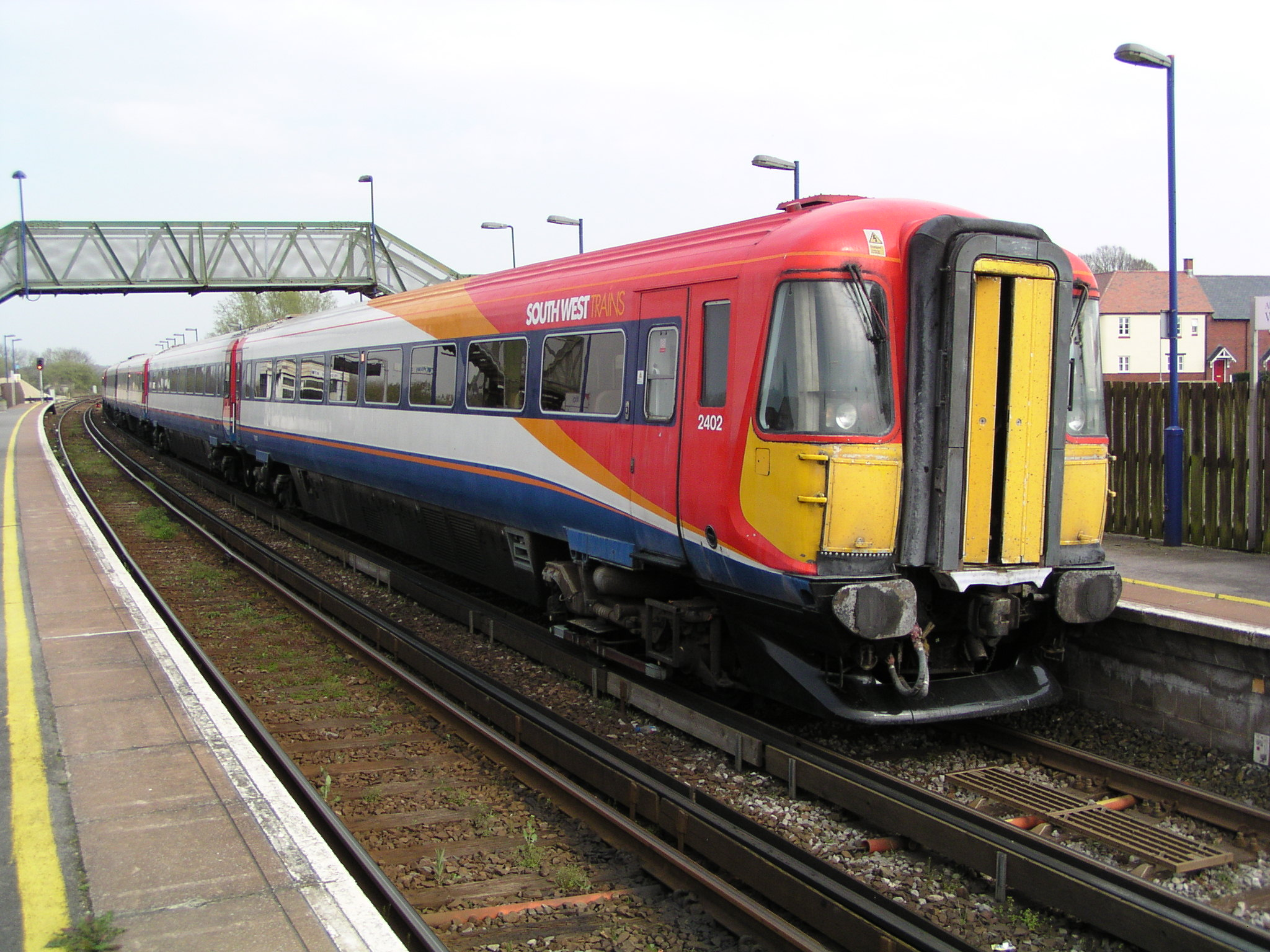
영국철도 442형 전동차. 최고 시속 172km까지 낼 수 있다.

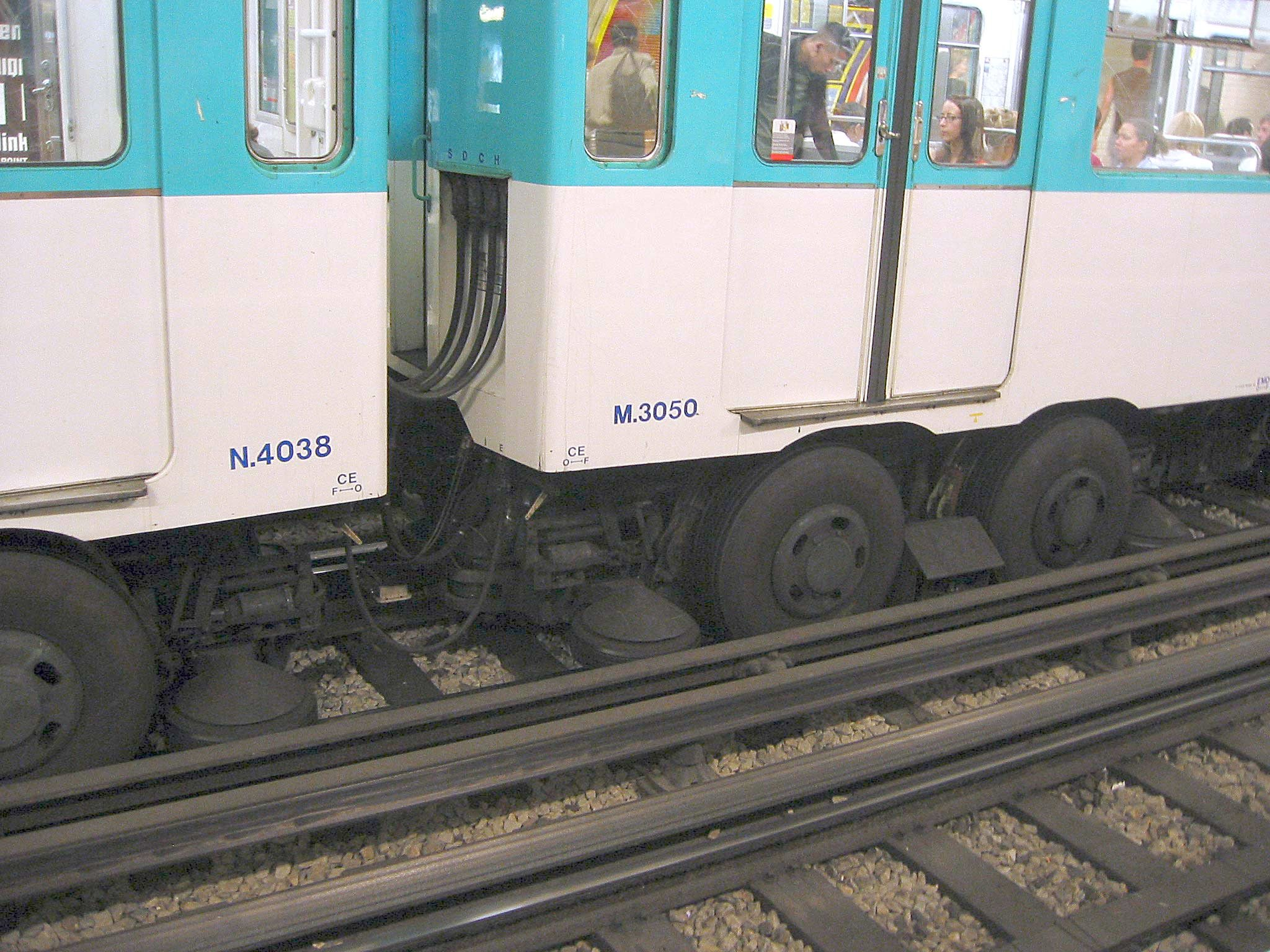
파리 메트로의 고무차륜 차량. 고무차륜의 가이드 레일은 전도체이며, 집전 장치는 고무차륜 사이에 설치되어 있다.

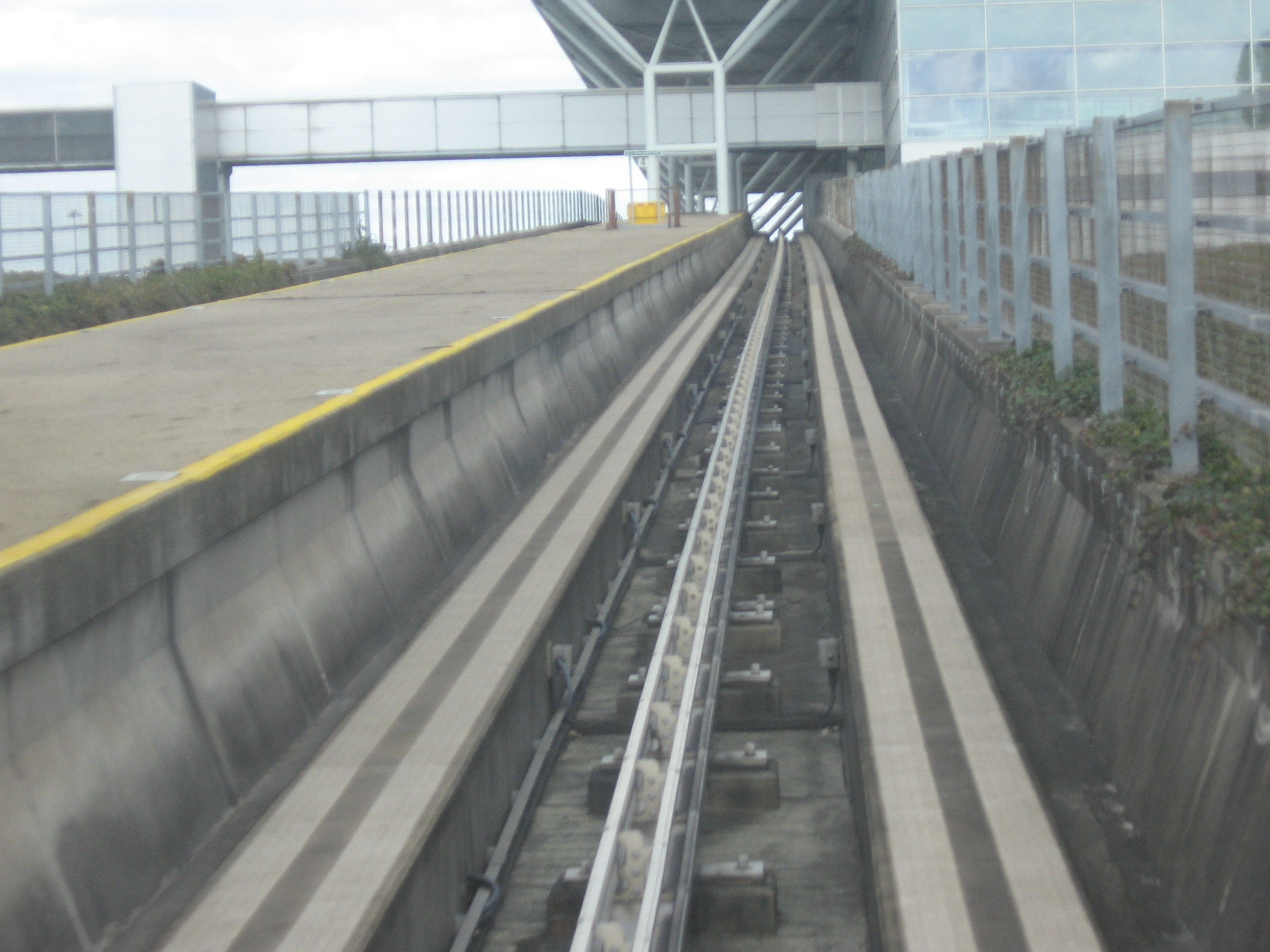
런던 스탠스테드 공항 경전철의 중앙 궤도.

제3궤조(第三軌條, 영어: Third rail 서드 레일[*]) 방식은 궤도를 따라서 전기를 공급하는 또 다른 궤도를 사용하는 방식을 가리킨다. 대부분 직류를 공급하며, 외부 환경과 차단되어 있는 도시 철도에서 많이 사용한다. 많은 경우 전기를 공급하는 궤도는 차륜의 궤도 바깥쪽에 설치되어 있으나, 일부는 안쪽에 설치되어 있다. 중간중간 절연체로 나뉘어 있다. 이중궤간 철도의 세 번째 궤도와는 무관하다.
열차에는 급전 궤도와 접촉하는 금속 집전 장치가 설치되어 있다. 차륜이 놓여 있는 궤도를 또 다른 극으로 하여 회로가 구성된다. 급전 궤도는 대개 고전도성 철로 만들어져 있으며, 저항을 줄이기 위하여 차륜이 설치된 궤도와 전기적으로 연결되어 있다. 철도 건널목이나 평면 교차점에서는 급전 궤도가 끊긴다.
급전 궤도와 열차가 접촉하는 방향은 여러 종류가 있다. 초기 시스템은 위쪽에 접촉하였으나, 이후 개발이 진행되면서 옆쪽이나 아래쪽으로 접촉하기도 한다. 이렇게 하면 급전 궤도의 위쪽을 절연체로 덮을 수 있으며, 감전사나 이물질로 인한 사고를 막을 수 있다.

## 특징
제3궤조 방식은 전차선을 공중에 설치할 구조물이 필요하지 않기 때문에 가공전차선보다 설치하기 저렴하다. 미관상으로도 전차선에 비하여 시야를 방해하는 물체가 없다. 그러나 승강장으로 떨어지는 사고가 발생했을 때 감전 위험성이 가공 전차선보다 높으며, 직류 1500V 이상의 고전압은 대개 위험하다. 따라서 큰 전류를 흘려보내야 하며, 급전소를 상대적으로 가깝게 설치해야 한다. 앞서 말했듯이 고전압은 전기력에 의한 감전 우려가 있으므로, 주로 DC750V 정도의 전류 정도만 가압되며, 추락 사고에 대비하기 위하여, 스크린도어를 설치하거나 승강장과 먼 쪽에 급전 궤도를 설치하여야 한다. 때문에 대한민국 용인 경전철의 경우에는 승강장에 있는 사람이 선로쪽으로 다가오면 센서가 반응하여 열차를 급정거 시킨다.
지상에 설치되는 경우, 보행자를 보호하는 조치를 취해야 한다. 급전 궤도의 끝에서는 집전 장치에 가해지는 기계적인 충격 때문에 속도를 줄여야 하며, 전체적인 최고 속도도 시속 160km로 제한된다. 이 속도 이상에서 진행된 운행 시험은 아직까지 없다. 1988년 영국철도 클래스 442 전동차를 사용한 운행 시험에서는 제3궤조에서 시속 174km까지 낸 적이 있다.
위쪽으로 집전 장치가 접촉하는 경우, 궤도에 이물질이 쌓이면 정상적으로 작동하지 못한다. 일부 노선에서는 급전 궤도에 기름을 뿌려서 얼음을 녹이기도 한다. 급전 궤도가 끊긴 구간에서는 관성으로만 운행해야 하며, 차량이 급전 궤도가 끊긴 구간에서 정지할 경우에는 구원 운전을 받아야 한다.

## 역사
제3궤조 방식은 전기 철도의 역사에서 내장 축전지 다음으로 가장 오래된 급전 방식이다. 상단부 접촉 급전이 최초로 개발되었고, 측면이나 하단 접촉 방식은 이후에 개발되었다. 가공 전차선은 노면 전차에서 주로 사용하였으며, 이후 간선 철도에 천천히 등장하였다. 1879년 베를린 산업 박람회에서 지멘스에서 개발한 실험적 전동차가 첫 선을 보였고, 당시 운행한 차량은 급전 궤도가 가운데에 있다.
1883년에 개통한 브라이튼에 있는 볼크의 전기 철도를 포함한 일부 초기 전기 철도는 궤도를 전도체로 사용하였다. 1886년에 추가로 급전 궤도가 설치되었고, 현재에도 영업 중이다. 같은 해에 최초로 궤도 바깥에 제3궤도를 설치한 전기 철도가 개통하였다. 최초로 가운데에 제3궤도를 설치한 전기 철도는 아일랜드에서 1885년에 개통하였으나, 이후 폐업하였다. 1880년대의 노면 전차에서 제3궤조를 많이 도입하였으나, 전압 강하와 이물질 대처 문제 때문에 가공 전차선으로 변경하였다.
1956년 세계 첫 고무 차륜 철도 노선인 파리 메트로 11호선이 개통되었다. 대차를 올바른 위치로 안내하는 가이드 레일이 전도체의 역할을 담당한다. 1971년에 개통된 삿포로 지하철 난보쿠 선에서는 이 방법을 보완하여, 가이드 레일의 위치를 변경하였다. 2004년에 개통된 보르도 노면 전차에서, 노면 전차용 제3궤조가 부활하였다.
일부 국가에서는 제3궤조 방식을 거의 사용하지 않기 때문에 제3궤조 방식이 구식으로 오해되는 일이 있지만, 제3궤조 방식은 현재에도 계속 사용되고 있다.

## 주행 궤도를 이용한 전력 공급
철도 차량에 외부 전기를 공급하는 최초의 방법은 열차가 달리는 두 궤도를 극으로 사용하고, 침목으로 절연시키는 방법이었다. 모형 열차에서는 자주 사용되지만, 침목은 항상 좋은 전도체가 아니며, 대차나 차축이 절연되어야 하기 때문에 일반적인 열차에서는 잘 사용되지 않았다. 대개의 절연체는 강성이 금속보다 좋지 못하기 때문에 열차 자체가 불안정해졌다.

## 기술
제3궤도는 주행 궤도 바깥쪽이나 사이에 설치된다. 열차 바깥에 설치되어 궤도와 접촉하는 슬라이딩 슈를 통하여 전력을 공급한다. 감전을 방지하기 위하여, 상부 접촉 시스템의 경우에는 급전 궤조 위에 절연 덮개를 설치하며, 궤도 옆쪽이나 아래쪽으로 접촉하는 슈를 사용하기도 한다. 접촉면이 옆이나 아래인 경우에는 위쪽에 쌓이는 이물질에 영향을 받지 않는다.
가공 전차선처럼, 귀전 전력은 주행 궤도로 돌아오며, 누설 전류는 무시된다. 고무 차륜을 사용하는 경우 귀전 전력을 위해서 전도체 가이드 바가 필요하다. 런던 지하철에서는 귀전 전력을 위한 별도의 4번째 궤도를 따로 설치하였다. 밀라노 메트로 M1호선에는 제3궤조가 귀전 전력으로 사용되며, 급전 전력은 별개의 전극을 사용한다. 노선의 북쪽에서는 가공 전차선을 사용한다.
전류 손실을 줄이고 급전소 간격을 넓히기 위하여, 급전 궤도는 알루미늄/철 합금이나 기타 합성 전도체를 사용한다. 알루미늄의 전기 전도성은 좋은 편이며, 스테인리스 스틸은 마모에 강하다.

## 보완 시스템
일부 체계에서는 제3궤조를 일부만 사용하고, 가공 전차선이나 내연 기관을 나머지에 사용한다.

### 영국
일부 영국 철도 차량은 가공 전차선과 제3궤조 둘 다를 사용할 수 있다. 유로스타의 영국철도 클래스 373 차량(British Rail Class 373)의 경우, 고속선 주행 시 교류 25kV, 일부 국가 기존선 주행 시 직류 1.5kV/3kV를 사용한다. 제작 당시에는 런던 및 근교 지역에서 사용되는 제3궤조를 위한 별도의 집전 장치가 있었다. 가공 전차선과 제3궤조 사이 전환은 운행 중에 여러 번 이뤄져야 했다. 이 과정을 잊어버리면 운행에 지장을 준다. 프랑스에 진입할 때 제3궤조 집전 장치를 접어넣지 않으면 궤도변 장치에 손상을 줘서, 채널 터널의 끝부분에 콘크리트 블록을 설치하여 접어넣지 않으면 파괴시켰다. 영국에 진입할 때 팬토그래프를 내리지 않으면 차량 한계 때문에 팬토그래프가 망가질 수 있다.
2007년 11월 14일 채널터널 레일 링크 2단계(Fawkham 분기점 ~ 런던 세인트 팬 크러스)구간 개통되어서, 영국 런던 기존의 종착역인 워털루 인터내셔널역에서 세인트 팬크러스역으로 변경되어서 제3궤조 집전 장치를 제거하였다.

### 유럽 대륙
오슬로 메트로의 서부 노선은 가공 전차선(일부는 제3궤조로 변경됨), 동부 노선은 제3궤조를 사용하였다. 과거에 사용했던 차량 중에는 제3궤조와 가공 전차선 둘 다에서 운행할 수 있었던 차량이 있었으나, 2010년까지 모두 폐차하였고 가공 전차선을 사용하는 노선을 제3궤조로 변경하고 있다. 로테르담 메트로는 기본적으로 제3궤조를 사용하지만, 일부 교외 노선에는 가공 전차선을 사용한다.
프랑스 보르도에 2004년 개통된 노면 전차는 급전 궤도가 가운데에 설치되어 있다. 8m 급전/3m 단전으로 단위가 나뉘어 있으며, 차량에서 보내 오는 신호에 따라서 전력 공급이 결정된다. 이러한 시스템은 프랑스의 다른 도시에도 보급되었다. 모당으로 가는 프레유스 선은 직류 1500V 제3궤조로 전철화되었으나, 이후 같은 전압의 가공 전차선으로 변경되었다. 역에는 가공 전차선이 설치되어 있었다.

## 변환
제3궤조 및 가공 전차선 모두를 사용하는 차량은 실제로 존재하였으나, 전체 노선을 같은 방식으로 전철화하면 비용을 절감할 수 있어서 제3궤조와 가공 전차선 사이를 변환하는 경우도 있다.
파리 생 라자르, 인발리드, 오르세이 역은 각각 1924, 1901, 1900년에 제3궤조로 전철화되었다. 이후 다른 SNCF 철도 노선의 전철화에 맞추어서 가공 전차선으로 변경되었다. 맨체스터 지역의 L&YR 철도는 1913년 가공 전차선, 1917년 제3궤조, 1992년 다시 가공 전차선으로 전철화되었다. 도심 지역의 노면 전차에서 제3궤조를 사용하면 보행자에게 위험할 수 있다는 이유 때문에 이후 변경되었다.
바르셀로나 메트로의 노선 5개 중 3개는 제3궤조에서 가공 전차선으로 변경되었다.

## 최고 전압
- 함부르크 S반: 1940년 이후, 1200V
- 잉글랜드 맨체스터 - 버리: 1200V (측면 접촉)
- 프랑스 샴베리-모당: 1500V, 1925년-1976년
- 광저우 지하철 4, 5호선: 1500V
- 용인경전철 : 750V

독일 제3제국 시기에 3m 광궤 철도가 계획되었고, 대공포에 의한 가공 전차선 파괴를 막기 위하여 제3궤조에서 100kV를 급전받는 방식을 계획하였다. 기술적으로도 이러한 높은 전압을 안전하게 절연시킬 수 있는 방법이 없었고, 2차 세계대전 이후 프로젝트가 완전히 중단되었다.

## 가공 전차선과 병용
가공 전차선과 병용하는 구간이 존재할 수도 있다. 1940년부터 1955년까지 함부르크 S-반에서 사용하였으며, 현재에도 베를린이나 뉴욕 펜실베이니아 역 등에서 찾아볼 수 있다. 직류와 교류를 같이 사용하는 경우에는 교류 변압기가 의도하지 않은 대로 작동할 수도 있으므로, 이러한 이중 전철화는 잘 사용하지 않는다.
프랑스와 이탈리아의 국경역인 모당 역에서는 프랑스 열차가 직류 1500V 제3궤조, 이탈리아 열차가 직류 3000V 가공전차선(초기에는 3상 교류)을 사용한 적이 있었다. 프랑스 쪽에서 제3궤조를 가공 전차선으로 바꾸었을 때, 역 전체 전압이 1500V로 내려갔다. 현재 이탈리아 열차는 이 역에서 전압을 바꾸어야 한다.

## 같이 보기
- 가공 전차선
- 관절대차
- 궤간
  - 협궤
  - 표준궤
  - 광궤
- 대차
- 보기 대차
- 선로
- 절연구간
- 집전장치